# Ács Benjámin
Ács Benjámin, névváltozat: Áts (Komárom, 1806 – Andocs, 1858. február 3.) magyar ferences szerzetes, hitszónok, egyházi író.

## Élete
Miután elvégezte elemi és középiskolai tanulmányait, 1822-ben belépett a ferences rendbe. 1829-ben pappá szentelték, majd mint hitszónok működött. 1853-tól hittérítői minőségben az ország 12 helyén szónokolva tanított.

## Művei
- A hétfájdalmu boldogságos Szüz Mária nyomait követőknek mennybe vezető arany koronája. Pest, 1855 (újabb kiadásai 1859, 1862, 1863, 1865 és 1869-ben jelentek meg. Ugyanez szlovákul. Uo. 1860-ban és 1865-ben)
- A mi urunk Jézus Krisztus élete. Uo. 1857 (2. kiadása Uo. 1858)
- Kis Jézus imádása. Uo. 1857. (Imakönyv. Ugyanez németül. Uo. 1857 és szlovákul. Uo. 1862)
- Kis arany korona, azaz: az Isten sz. anyjához ébresztő imádságos és énekeskönyv. Uo. 1875
- Közép arany korona. Uo. 1875
- Arany korona. Uo. 1875
- Betegek gyógyitója. Uo. 1875 (imák és énekek)